# Ivan Kristo
Ivan Kristo (* 4. Februar 1980 in Lustenau) ist ein ehemaliger österreichischer Fußballspieler und aktueller Fußballtrainer.

## Vereinskarriere
Kristo begann seine Karriere in der Jugend des FC Dornbirn, ehe er 1993 ins damalige BNZ Vorarlberg aufgenommen wurde. Zur Spielzeit 1997/98 wurde er gemeinsam mit Matthias Keck vom SC Austria Lustenau verpflichtet, wo beide Spieler vorerst weiterhin in der Jugend des Vereins eingesetzt wurden. Zur Rückrunde feierte er beim 0-0 im Spiel gegen die SV Ried sein Bundesligadebüt, als er in Spielminute 89 für Erik Regtop eingewechselt wurde. In der Hinrunde der Spielzeit 1998/99 folgte ein weiterer Kurzeinsatz gegen den FC Tirol Innsbruck, ehe er im Dezember 1998 gegen den direkten Abstiegskonkurrenten SK Vorwärts Steyr den wichtigen Ausgleichstreffer zum 1-1 Endstand erzielen konnte. Zur Rückrunde erhielt er in Folge von Trainer Edmund Stöhr immer mehr Spielanteile und avancierte zu einer Art „Shootingstar“ der Mannschaft. Nach zwei Torerfolgen in zwei aufeinanderfolgenden Ligaspielen gegen den amtierenden Meister SK Sturm Graz, wobei er beim ersten Tor den damaligen Sturm Torhüter Kazimierz Sidorczuk mit einem Weitschuss aus knapp sechzig Metern bezwingen konnte,(Anm.: Tor des Jahres 1999) war er zu einem der begehrtesten österreichischen Talente aufgestiegen. Neben Austria Wien und dem Grazer AK versuchte vor allem Sturm Graz als Ligakrösus das Talent zu verpflichten und bot eine kolportierte Ablösesumme von einer Million Schilling. Der in den Medien bereits als sicher gehandelte Transfer scheiterte in Folge jedoch am Veto des Lustenau Präsidenten Hubert Nagel, dem die gebotene Summe zu wenig erschien. Zudem war er bei der offiziellen Wahl zum „Aufsteiger der Saison“ am Saisonende einer von drei Nominierten, zog aber gegenüber dem damaligen LASK Linz Spieler Jürgen Pichorner den kürzeren.
Nach einer Verletzung zu Saisonbeginn der Folgespielzeit, verlor er unter dem neuen Lustenau Trainer Klaus Scheer seinen Stammplatz und stagnierte in Folge in seiner Entwicklung. Über die gesamte Saison stand er sieben Mal in der Startformation und absolvierte lediglich fünf Spiele über die volle Spieldauer. Der Verein hatte sich aufgrund der rasanten Entwicklung von Kristo in der Vorsaison lediglich mit Markus Schneidhofer, als weiteres Talent auf der Stürmerposition verstärkt, was sich nun rächte. Mit lediglich 22 geschossenen Toren und einer negativen Tordifferenz von 52 stieg man als abgeschlagener Tabellenletzter nach drei Jahren in die Zweitklassigkeit ab. Nach dem Abstieg kam es bedingt durch die damalige Ausländerregelung in der Ersten Liga zu einem Totalumbruch in der Mannschaft, die mit Thomas Ritter, Roger Prinzen, Harald Katemann, Tamás Tiefenbach, Erik Regtop und dem Brasilianer Pavão jeden routinierten Legionär abgeben musste und damit das Grundgerüst der Mannschaft verlor. Kristo wurde gehalten und galt als Hoffnungsträger für den Wiederaufbau. Die Spielzeit verlief jedoch abermals für Spieler und Verein enttäuschend. Trotz der unzähligen Abgänge konnte er sich nicht als Stammspieler etablieren und kam über die gesamte Saison nicht über den Status des Jokers hinaus. Dabei gelangen ihm lediglich zwei Torerfolge. Der Verein hatte als Absteiger niemals etwas mit dem Wiederaufstieg zu tun und fand sich als Tabellenfünfter im Niemandsland der Liga wieder. Mit der Rückkehr von Tiefenbach und Samuel Koejoe zur Spielzeit 2001/02 verringerten sich seine Spielanteile nochmals signifikant. Er kam in der Rückrunde zwar noch zu acht Kurzeinsätzen ohne Torerfolg, war aber in der Mannschaftshierarchie vom Hoffnungsträger zu Stürmer Nummer fünf abgerutscht. In der Winterpause wurde ihm daraufhin die Freigabe für einen Transfer erteilt.
In Folge scheiterte ein Wechsel nach Belgien zum ehemaligen Europacup-Finalisten Royal Antwerpen nach wochenlangen Verhandlungen kurz vor Ende der Transferübertrittszeit. Kristo kehrte daraufhin ohne eine Vorbereitung bestritten zu haben nach Lustenau zurück, wurde in der Rückrunde aber nicht mehr eingesetzt. Zum Ende der Spielzeit verließ er den Verein endgültig und wechselte im August 2002, gemeinsam mit Gerhard Fellner, zum schottischen Zweitligisten FC St. Mirren. Nach nur einem Einsatz im Halbfinale des Scottish League Challenge Cup beim 3-5 gegen Queen of the South, wurde sein „Trial-Vertrag“ jedoch nicht verlängert. Bis zum Frühjahr 2003 kam er daraufhin bei keinem Verein unter, ehe er in die Regionalliga West zum FC Hard wechselte. Beim Vorjahresmeister, der lediglich aufgrund der verlorenen Relegation gegen den Kapfenberger SV nicht aufgestiegen war, sollte er die nun die ohnehin starke Offensive des Vereins komplettieren. Die Mannschaft spielte auch eine starke Rückrunde, verpasste den Aufstieg aber aufgrund der übermächtigen Gegner wie den SCR Altach und SPG WSG Wattens/FC Wacker Tirol jedoch deutlich.
Zur Folgespielzeit wechselte er daraufhin zum neugegründeten Verein BSV Juniors Villach. Beim Nachfolgeverein des BSV Bad Bleiberg, welcher als Satellitenverein des FC Kärnten fungierte, versuchte er daraufhin einen weiteren Anlauf im Profifußball, der ihm jedoch abermals nicht gelang. Insgesamt stand er lediglich elf Mal in der Startformation und erzielte nur ein Saisontor. Trotz eines mit renommierten Spielern wie Thomas Ambrosius, Heimo Vorderegger, Klaus Rohseano oder Gerhard Breitenberger zusammengestellten Kaders, enttäuschte die Mannschaft über die gesamte Spielzeit und stieg als Tabellenletzter in die Drittklassigkeit ab. Danach beendete der FC Kärnten die Zusammenarbeit und der Verein musste sich nach lediglich einem Jahr Bestehenszeit wieder auflösen.
Vereinslos wechselte Kristo zurück nach Vorarlberg zum Regionalligisten VfB Hohenems. Nach einem Jahr im unteren Drittel der Tabelle, wagte er nochmals den Schritt ins Ausland und wechselte zum kroatischen Zweitligisten NK Novalja, mit denen er umgehend abstieg. Im Frühjahr 2007 wechselte er zum von seinem Ex-Lustenau Mitspieler Armand Benneker betreuten FC Rot-Weiß Rankweil, wo er in den folgenden eineinhalb Spielzeiten als Stammspieler zweimal den Klassenerhalt in der Regionalliga-West feiern durfte. Im Sommer 2008 ging er im Alter von 28 Jahren ins Vorarlberger-Unterhaus, wo er in den Folgejahren für den VfB Bezau, TSV Altenstadt und den FC Schlins auflief und simultan seine Trainerausbildung vorantrieb.

## Nationalmannschaft
1997 nahm er unter dem damaligen Trainer Paul Gludovatz mit Österreich an der U-17-Fußball-Weltmeisterschaft 1997 in Ägypten teil. Die Mannschaft mit Spielern wie Martin Stranzl und Paul Scharner schied aber mit null Punkten als Tabellenletzter bereits nach der Vorrunde aus dem Turnier aus.
Im April 1999 wurde er als 19-Jähriger erstmals vom damaligen Trainer Ernst Weber in den Kader der österreichischen U-21 Nationalmannschaft für das EM-Qualifikationsspiel gegen die Niederlande einberufen, blieb jedoch ohne Einsatz. Sein Debüt feierte er im Oktober 2009 gegen die zyprische U-21 Mannschaft, als er zu Beginn der zweiten Halbzeit für Michael Mehlem eingewechselt wurde. Insgesamt kam er in vier Spielen für die Österreichische U-21 zum Einsatz.

## Trainerkarriere
Seine ersten Trainererfahrungen sammelte er ab 2011 als Jugendtrainer beim FC Schlins. 2012 wechselte er in die Jugendabteilung des FC Dornbirn, ehe er ab 2014 die U-18 Mannschaft des FC Koblach übernahm. 2016 trainierte er mit dem SC Hatlerdorf für einige Monate seine erste Herrenmannschaft. Seit 2017 betreut er die U-18 Mannschaft des SCR Altach.

## Erfolge
Teilnahme
- U-17-Fußball-Weltmeisterschaft 1997